# People Are People (песня)
«People Are People» (в переводе с англ. — «Люди есть люди») — песня британской группы Depeche Mode, первый сингл из их четвёртого студийного альбома Some Great Reward, десятый в дискографии группы. Записан на студии Hansa Mischraum в Берлине, вышел 12 марта 1984 года.

## О песне
«People Are People» была написана Мартином Гором как танцевальная песня. «Попсовости» в песню, возможно, добавил Алан Уайлдер, он же является автором би-сайда, «In Your Memory». Обе песни имеют удлинённые версии — «Different Mix» и «Slik Mix» соответственно («Slik Mix» часто неверно называют «Slick Mix»).
Сингл занял четвёртую строчку в UK Singles Chart, это был лучший показатель для синглов Depeche Mode. В США сингл вышел 11 июля. Песня сначала не попала в Billboard Hot 100, и присутствовала только в Alternative Songs и на студенческом радио. В конечном итоге, песня всё-таки пробилась в Billboard Hot 100, заняв там 13-ю строчку.
В Западной Германии песня стала хитом номер один, и использовалась западногерманским телевидением как тема при освещении летних Олимпийских игр 1984 года, намекая на бойкот игр Восточной Германией под давлением СССР.
Также песня была использована BBC в качестве темы в детской научно-популярной передаче It’ll Never Work.
В 2011 году песня была включена в список 500 рок-н-ролльных песен Зала славы рок-н-ролла.
Несмотря на успех «People Are People», Мартин Гор относит эту песню к числу своих наименее любимых. Он предпочитает, чтобы его песни содержали тонкие намёки, в которых люди находили бы свои смыслы, и считает, что эта песня не является таковой. Эта песня не исполняется вживую с 1988 года.

## Музыкальное видео
Снятое Клайвом Ричардсоном музыкальное видео на «People Are People» доступно в двух версиях. Оригинальный клип был снят на сингл-версию песни, для альтернативной версии была использована версия «Different Mix». Клип содержит кадры различных военных сцен, перемежающихся с кадрами, на которых группа пребывает на борту британского крейсера «Белфаст». В клипе присутствуют кадры парада на Красной площади и кадры работы цеха по производству грампластинок. Клип на версию «Different Mix» доступен на сборнике Some Great Videos.

## Сборник
Сборник с названием People Are People был выпущен 2 июля 1984 года в Северной Америке лейблом Sire Records с целью закрепить успех сингла. Сборник предварял выход альбома Some Great Reward и содержал несколько ранее недоступных для североамериканской аудитории треков.

## Списки композиций
«People Are People» написана Мартином Гором. «In Your Memory» написана Аланом Уайлдером.
| №  | Название            | Длительность |
| -- | ------------------- | ------------ |
| 1. | «People Are People» | 3:42         |

| №  | Название         | Длительность |
| -- | ---------------- | ------------ |
| 2. | «In Your Memory» | 3:59         |

| №  | Название                            | Длительность |
| -- | ----------------------------------- | ------------ |
| 1. | «People Are People» (Different Mix) | 7:13         |
| 2. | «In Your Memory» (Slik Mix)         | 8:10         |

| №  | Название                            | Длительность |
| -- | ----------------------------------- | ------------ |
| 1. | «People Are People» (On-USound Mix) | 7:30         |
| 2. | «People Are People»                 | 3:50         |
| 3. | «In Your Memory»                    | 4:00         |

| №  | Название                            | Длительность |
| -- | ----------------------------------- | ------------ |
| 1. | «People Are People»                 | 3:43         |
| 2. | «In Your Memory»                    | 4:02         |
| 3. | «People Are People» (Different Mix) | 7:13         |
| 4. | «In Your Memory» (Slik Mix)         | 8:14         |

| №  | Название                            | Длительность |
| -- | ----------------------------------- | ------------ |
| 1. | «People Are People» (Different Mix) | 7:12         |
| 2. | «People Are People» (On-USound Mix) | 7:30         |
| 3. | «In Your Memory»                    | 4:00         |

## Позиции в хит-парадах
| Чарт (1984—1985)                                   | Позиция |
| -------------------------------------------------- | ------- |
| Австралия (Kent Music Report)                      | 25      |
| Австрия (Ö3 Austria Top 40)                        | 6       |
| Бельгия/Фландрия (Ultratop 50)                     | 3       |
| Бельгия / Фландрия (VRT Top 30 Flanders)           | 3       |
| Великобритания (OCC UK Singles)                    | 4       |
| ФРГ (GfK)                                          | 1       |
| Ирландия (IRMA)                                    | 2       |
| Италия (FIMI)                                      | 21      |
| Канада (RPM 100 Singles)                           | 15      |
| Нидерланды (Dutch Top 40)                          | 10      |
| Нидерланды (Single Top 100)                        | 8       |
| Норвегия (VG-lista)                                | 10      |
| Польша (Polish Singles Chart)                      | 2       |
| США (Billboard Hot 100)                            | 13      |
| США (Billboard Hot Dance Club Play)                | 44      |
| США (Billboard Hot Dance Music/Maxi-Singles Sales) | 44      |
| Швеция (Sverigetopplistan)                         | 15      |
| Швейцария (Schweizer Hitparade)                    | 4       |
| Франция (SNEP)                                     | 48      |

| Чарт (2013)    | Позиция |
| -------------- | ------- |
| Франция (SNEP) | 155     |

| Хит-парад (1984)             | Позиция |
| ---------------------------- | ------- |
| Великобритания (Gallup Poll) | 80      |

| Страна               | Сертификация |
| -------------------- | ------------ |
| Великобритания (BPI) | Серебряный   |
| США (RIAA)           | Золотой      |